# Großer Preis von Madrid (Motorrad)

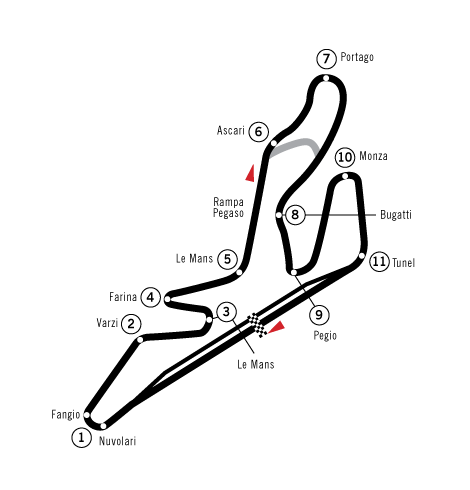
Streckengrafik des Circuito del Jarama

Der Große Preis von Madrid für Motorräder war ein Motorrad-Rennen zur Motorrad-Weltmeisterschaft.
Er fand nur einmal, am 14. Juni 1998 auf dem Circuito del Jarama nahe San Sebastián de los Reyes bei Madrid statt und wurde als Ersatz für den Großen Preis von Portugal statt, da die dafür vorgesehene Strecke, der Circuito do Estoril, von der FIM nicht homologiert worden war.
In der 125-cm³-Klasse feierte der Italiener Lucio Cecchinello den ersten Grand-Prix-Sieg seiner Laufbahn.

## Statistik
| Jahr | Strecke | Klasse  | Sieger                    | Zweiter                | Dritter                   | Pole-Position             | Schn. Rennrunde          |
| ---- | ------- | ------- | ------------------------- | ---------------------- | ------------------------- | ------------------------- | ------------------------ |
| 1998 | Jarama  | 125 cm³ | Lucio Cecchinello (Honda) | Marco Melandri (Honda) | Hiroyuki Kikuchi (Honda)  | Kazuto Sakata (Aprilia)   | Kazuto Sakata (Aprilia)  |
| 1998 | Jarama  | 250 cm³ | Tetsuya Harada (Aprilia)  | Tōru Ukawa (Honda)     | Loris Capirossi (Aprilia) | Loris Capirossi (Aprilia) | Tetsuya Harada (Aprilia) |
| 1998 | Jarama  | 500 cm³ | Carlos Checa (Honda)      | Norick Abe (Yamaha)    | Sete Gibernau (Honda)     | Mick Doohan (Honda)       | Carlos Checa (Honda)     |